# Vadu Pașii, Buzău
Vadu Pașii este satul de reședință al comunei cu același nume din județul Buzău, Muntenia, România.

## Localizare și căi de comunicație
Localitatea se află pe malul stâng al râului Buzău, pe malul imediat opus de orașul Buzău, de care este legat printr-un pod de cale ferată și un pod rutier. Primul pod feroviar a fost realizat aici în 1880, cu ocazia realizării căii ferate Buzău–Mărășești, și a fost proiectat de Anghel Saligny. Acest pod, clasificat astăzi ca monument istoric, a fost înlocuit cu unul nou, cu ocazia dublării și electrificării acestei căi ferate; podul vechi a fost convertit în pod rutier și a fost folosit astfel până în 2005, când a fost avariat de viitură și închis traficului, și a fost utilizat doar de pietoni și bicicliști. Legătura rutieră cu orașul Buzău s-a făcut timp de 16 ani după aceea prin Mărăcineni peste podul de pe DN2.
În 2019 a început proiectul de realizare a unui nou pod rutier, lângă cel istoric, proiect ajuns la finalizare în 2021.

## Istoric
Satul a fost înființat în 1880, odată cu împroprietărirea însurățeilor conform legii rurale din 1879. Primele așezări au apărut în preajma podului peste râul Câlnău, dar ulterior s-au strămutat în actuala vatră a satului, primele familii fiind originare din Săpoca și Băjani. Satul era pe atunci un cătun asociat satului Haimanalele, parte a comunei Zilișteanca, după care a făcut parte o vreme din comuna Mărăcineni.
Cu toate acestea, numele său provine de la un eveniment care a avut loc cu un secol înaintea apariției așezării, în timpul războiului ruso-turc din 1787-1792, când, în urma bătăliei de la Râmnicu Sărat din 1789, armata otomană în frunte cu marele vizir Yusuf Paşa a trebuit să se retragă în grabă și a trecut râul Buzău printr-un vad aflat în apropiere. Locul a păstrat acest nume, care ulterior, după apariția satului, s-a transferat acestuia.
Satul a crescut mult după înființare. La 1900, era un cătun din comuna Scurtești, având 470 de locuitori, 153 de case, și o școală cu 68 de elevi, iar în 1943 era deja reședința unei comune nou-înființate, formată din el și din alt sat denumit Principele Carol.
Din 2024, comuna Vadu Pașii este legată prin nodul rutier de la ieșirea din localitate spre Scurtești de A7. Acesta face legătura între autostrada A7 și DN2(care este parte din E 85).